# Herz-Jesu-Feuer

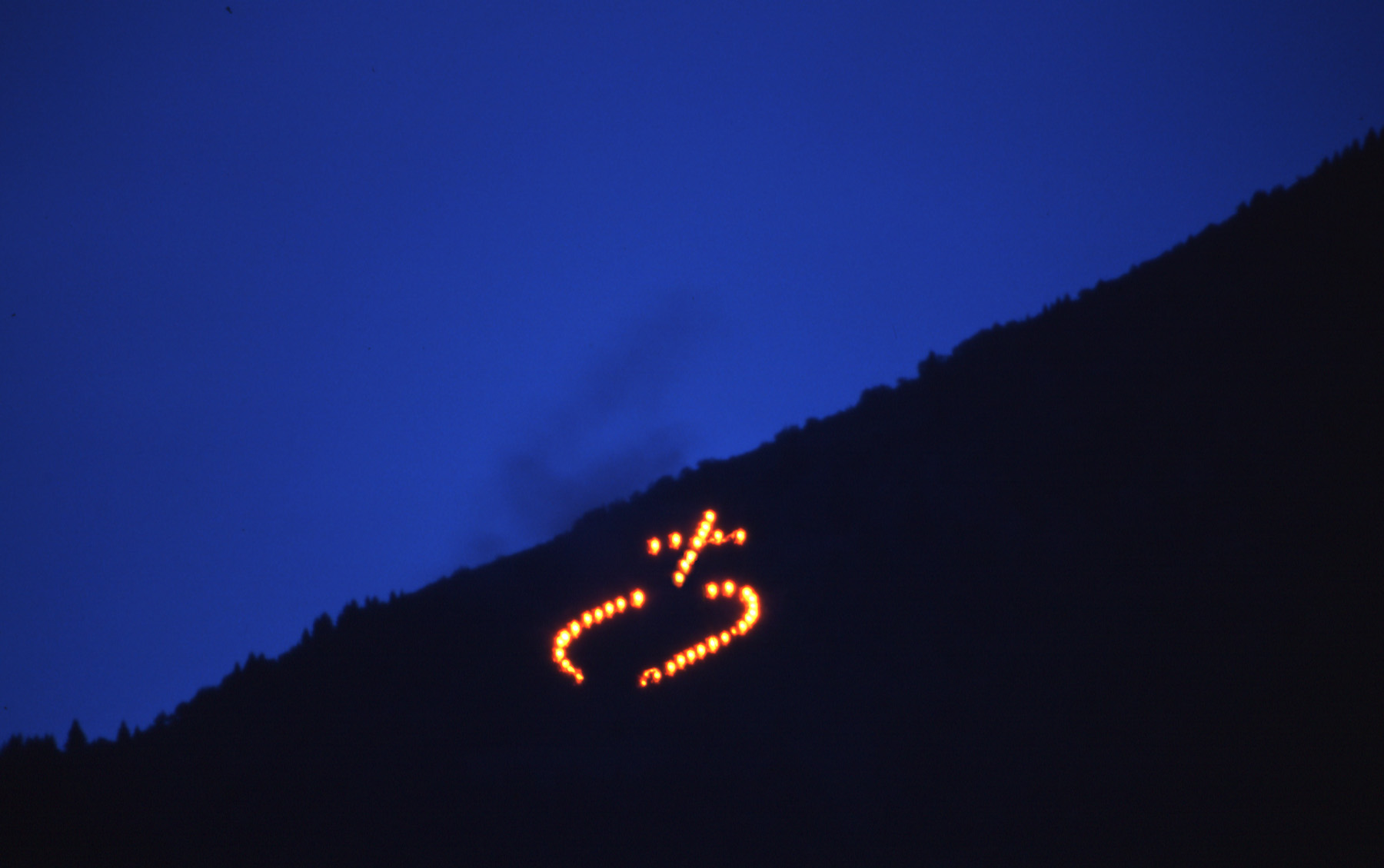
Herz-Jesu-Feuer am Ifinger

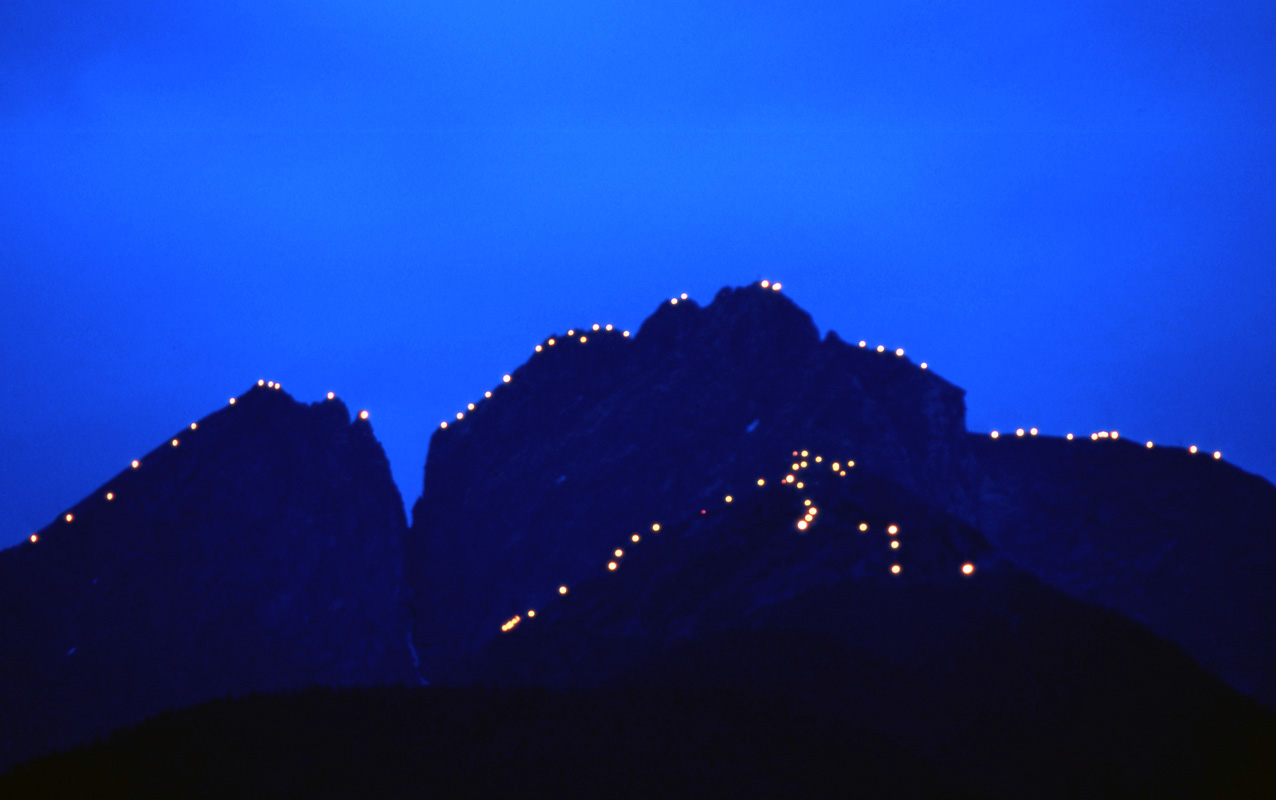
Herz-Jesu-Feuer auf dem Gebirgsgrat des Ifinger

Das Herz-Jesu-Feuer ist ein in Tirol im 18. Jahrhundert entstandener Feuerbrauch, der heute noch in allen Teilen des Landes (Nord-, Ost-, Süd- und Welschtirol bzw. Trentino und außerdem in den drei ladinischen Gemeinden Colle Santa Lucia/Col, Livinallongo del Col di Lana/Fodom und Cortina d’Ampezzo/Anpezo) gepflegt wird und mit der Herz-Jesu-Verehrung zusammenhängt. Der Brauch, im Juni Feuer zu entzünden, geht auf frühere Sonnwend- bzw. Johannisfeuer zurück, welche in Erinnerung an das „Herz-Jesu-Gelöbnis“ von 1796 umgedeutet wurden.

## Historischer Hintergrund
Im Frühjahr 1796 traf der Krieg gegen Napoleon das Land Tirol vollkommen überraschend und dementsprechend unvorbereitet. Das Land blieb während der Jahre, als der Kaiser gegen die Franzosen in Belgien und Norditalien kämpfte, vollkommen unberührt. Die Tiroler verfügten nämlich über das Privileg, das Kaiser Maximilian I. im 16. Jahrhundert im „Landlibell“ festsetzte, weder an Kriegen außerhalb des Landes teilnehmen zu müssen, noch diese Kriege finanziell zu unterstützen. Im Gegenzug mussten die Tiroler dafür aber die Verteidigung ihres Landes selbst übernehmen. Diese Tatsache war der Regierung in Wien allerdings immer ein Dorn im Auge, weshalb Kaiser Joseph II. sowohl die jährlichen Übungen der Bevölkerung als auch die Volksbewaffnung vernachlässigte.
Das Land Tirol wurde im April 1796 in Kriegsbereitschaft versetzt. Dies bedeutete, dass alle waffentauglichen Männer militärisch geschult wurden. Schon nach drei Wochen wurde ein 7.000 Mann starkes Heer in die südlichen Grenzen geschickt. Vom 30. Mai bis 1. Juli desselben Jahres trat der kleinere, 24 Mitglieder umfassende, Ausschuss der Tiroler Landstände in Bozen zusammen, um über die Situation zu beraten. Es war die Idee des Pfarrers von Wildermieming, Anton Paufler, die der Stamser Abt Sebastian Stöckl aufgriff und dem Tiroler Landtag vorschlug, das Land dem „Heiligsten Herzen Jesu“ anzuvertrauen und so göttlichen Beistand zu erhalten. Dieser Vorschlag wurde von den Ausschussmitgliedern einstimmig angenommen. Man achtete besonders darauf, dass dieser feierliche Schwur das ganze Land betraf, um damit ein einigendes Band zu schaffen. Dies hatte zur Folge, dass der Landsturm einen bis dahin noch nie erlebten Zulauf an Freiwilligen erlebte. Als daraufhin Tiroler Truppen die Franzosen überraschend besiegten, wurde der Herz-Jesu-Sonntag zum hohen Feiertag.

## Bezug zu den Herz-Jesu-Feuern

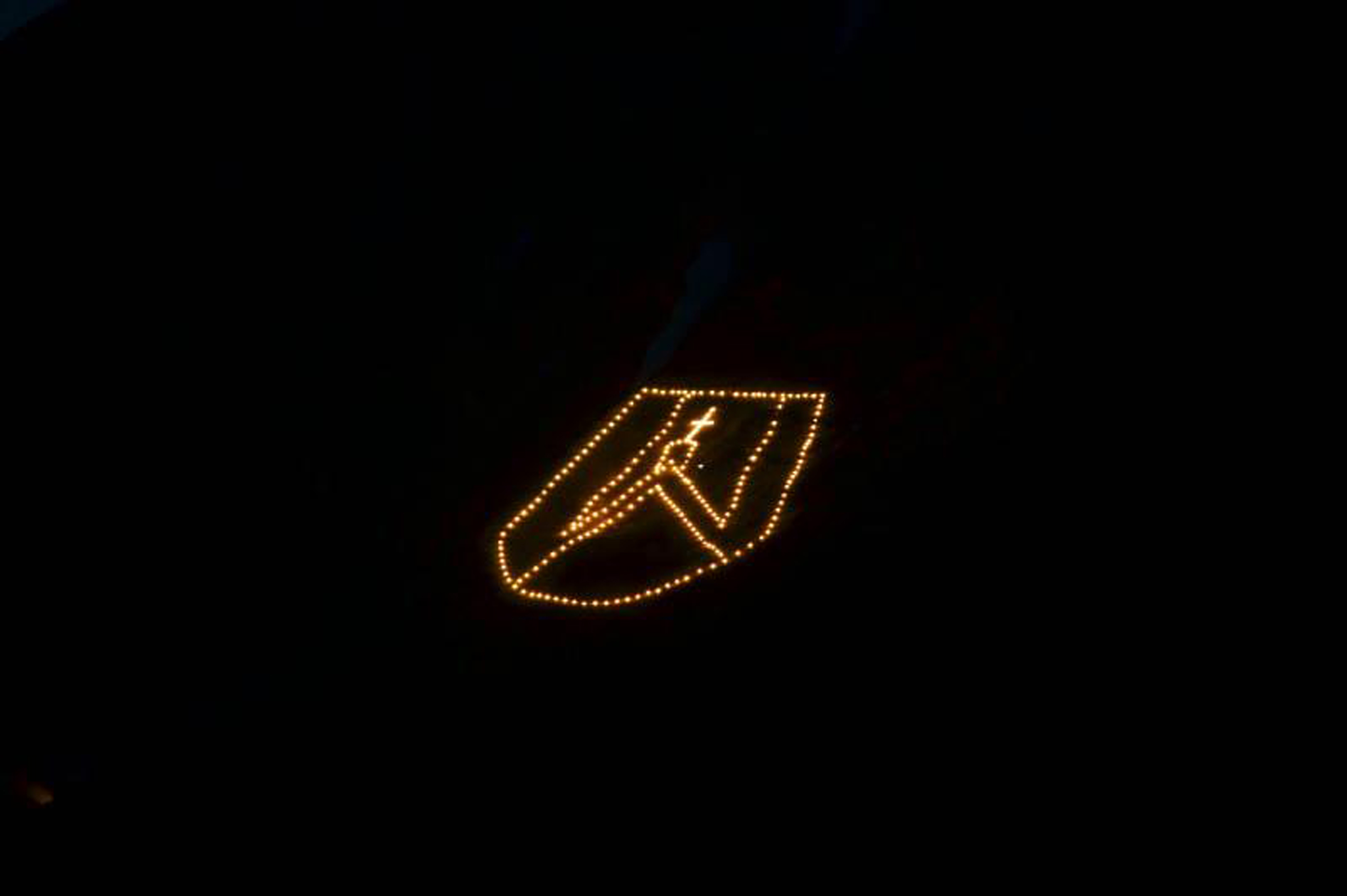
Herz-Jesu-Feuer mit dem Wappen von Achenkirch am Achensee auf dem Seekar (Karwendelgebirge)

Damals gab es nicht viele Möglichkeiten mit entfernten Landsleuten zu kommunizieren. Aus diesem Grund wurden an bestimmten Gipfeln Signalfeuer entzündet, um damit den Landsturm einzuberufen. Diese Bergfeuer hatten aber auch etwas Überirdisches an sich, sodass sie anlässlich der feierlichen Begehung des Herz-Jesu-Festtages entzündet wurden. Somit traten die Herz-Jesu-Feuer gegenüber den bis zu diesem Zeitpunkt üblichen Sonnwendfeuern immer mehr in den Vordergrund.

## Heute
Diese Tradition wird heute noch gepflegt und der Landesbund mit dem Herzen Jesu jedes Jahr erneuert. Die Feuer werden oft in Form von Herzen, Kreuzen oder den Zeichen Christi („INRI“ oder „IHS“) angeordnet. Entfacht werden sie entweder am Samstag oder Sonntag nach dem Herz-Jesu-Fest, da dieses Fest in Tirol am Sonntag nach dem eigentlichen Festtag am Freitag gefeiert wird. Aus dem religiösen Gedanken von 1848 (Erneuerung des Gelöbnisses) ist heute ein Brauchtum geworden, das auch touristisch vermarktet wird.
Die Herz-Jesu-Feuer werden jedes Jahr abends am 3. Samstag oder Sonntag nach Pfingsten entzündet.
Am Herz-Jesu-Festtag 1961 sprengten Aktivisten des BAS im Rahmen der sogenannten Feuernacht 37 Strommasten in Südtirol. Ziel der Attentäter war es, die Welt auf die Südtirolfrage aufmerksam zu machen.

## Kuriosum
Am Herz-Jesu-Sonntag am 13. Juni 1920 deutete die örtliche Armeeführung des Königreichs Italien die Feuer irrtümlich als beginnenden Volksaufstand. Die in Bozen stationierten italienischen Truppen wurden in Alarmbereitschaft versetzt.

## Waldbrand
Am Samstagabend des 9. Juni 2018 steckten Gruppen Fackeln auf Holzstielen in einen steilen Berghang oberhalb Sautens, Ötztal, Tirol. Am Herz-Jesu-Sonntag, 10. Juni löschten dort Feuerwehren mit Unterstützung eines Hubschraubers den daraus entstandenen Brand, der 500 m² Waldboden betraf.
Eine Explosion mit anschließendem Flächenbrand ereignete sich am Sonntagabend des 26. Juni 2022 auf einer Wiese oberhalb Fiss auf der Sonnenterrasse (Tirol).

## Bilder aus Nesselwängle, Kappel und Tannheim

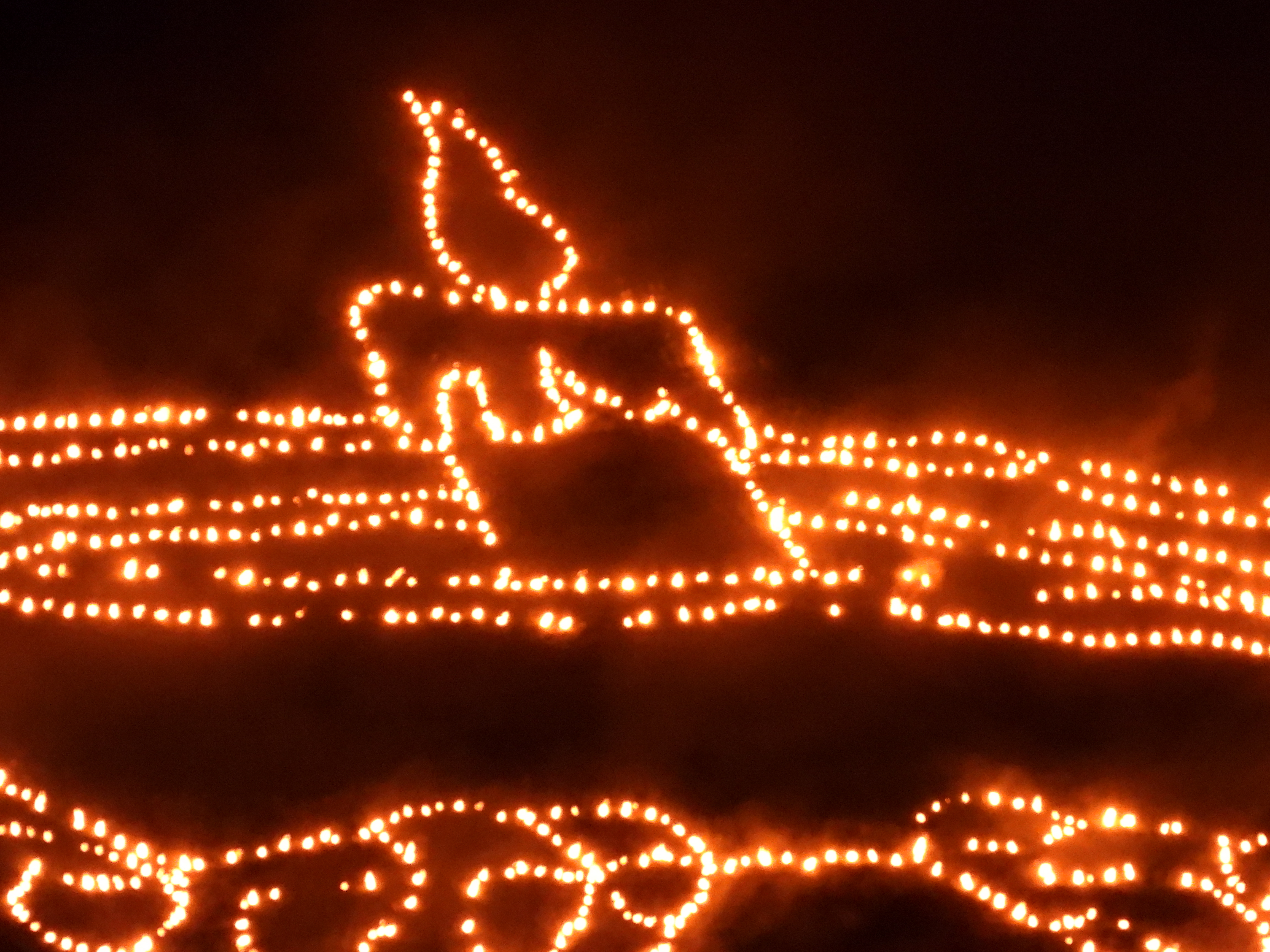
Blickrichtung Norden von Kappel aus
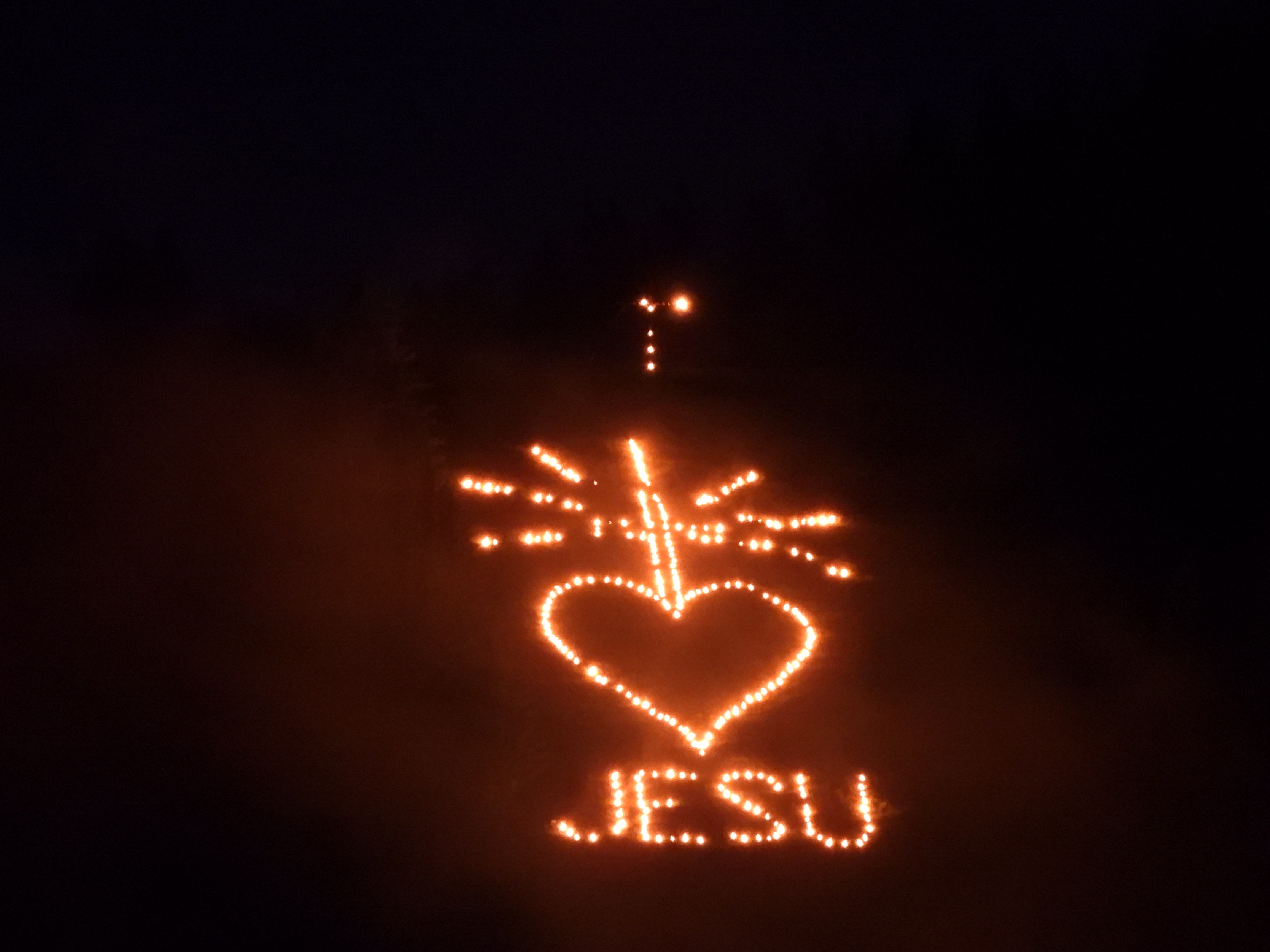
Blickrichtung Norden von Kappel aus
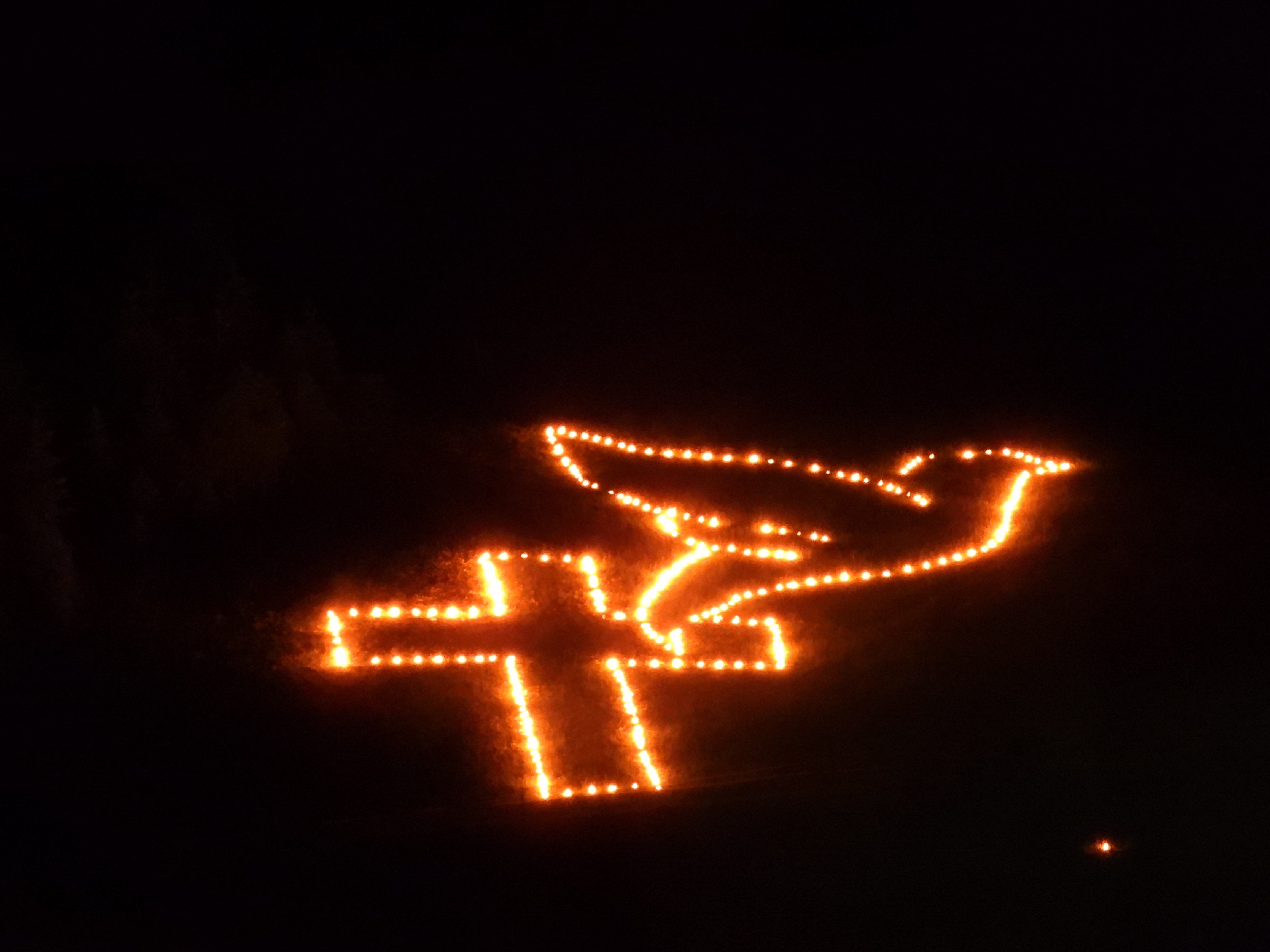
Blickrichtung Süden von Kappel aus
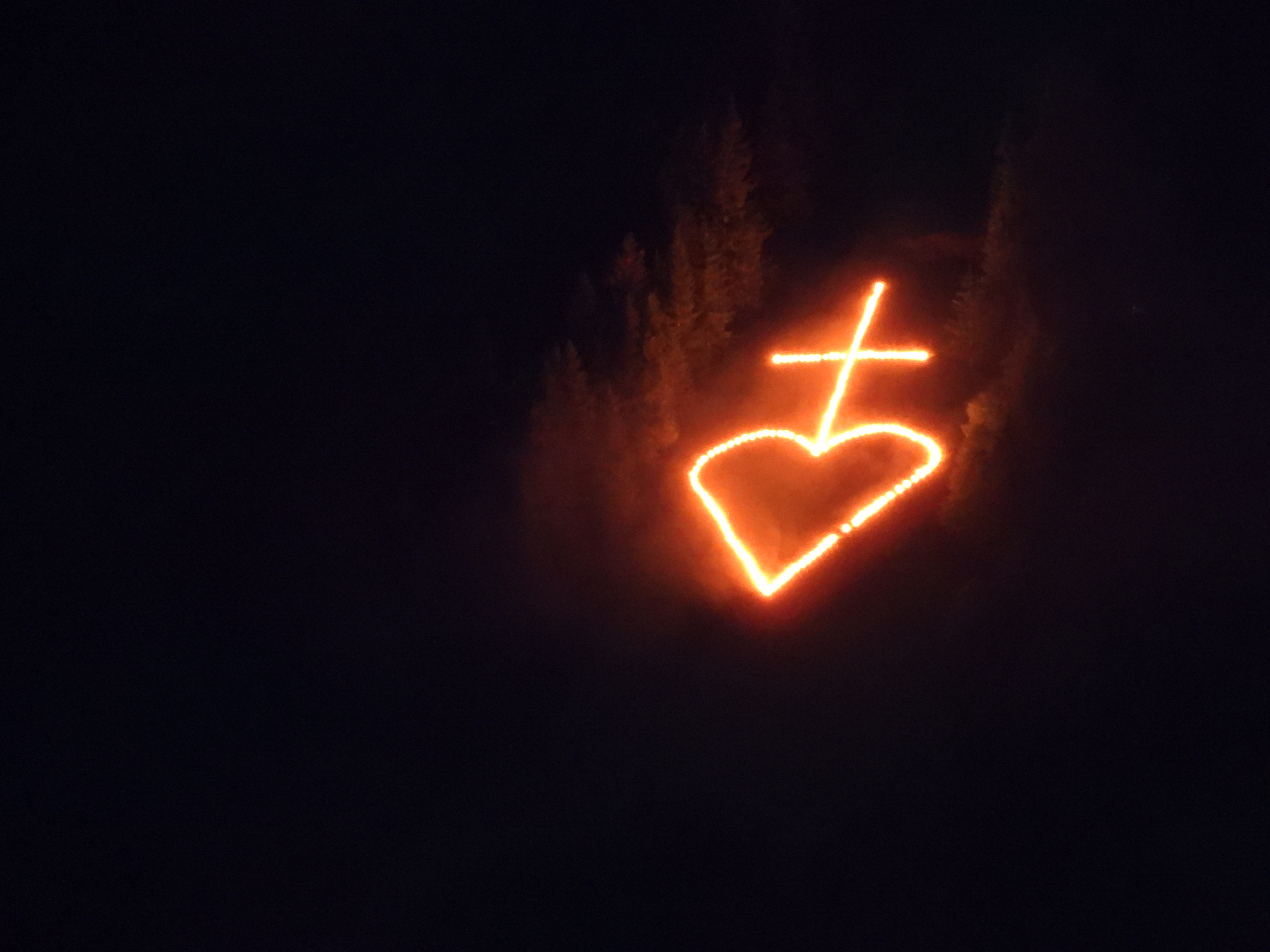
Blickrichtung Osten von Tannheim aus
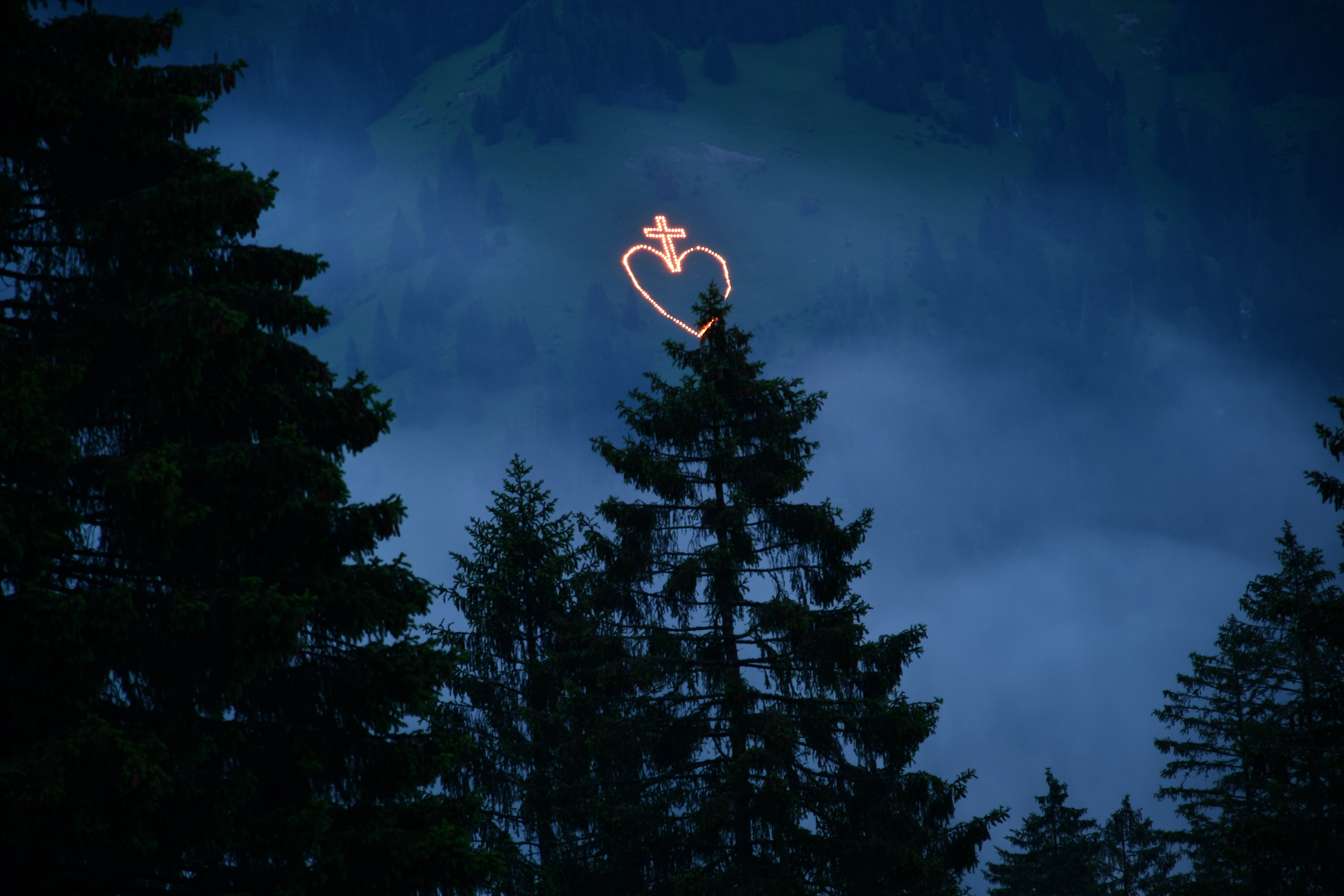
Blickrichtung Osten von Nesselwängle aus
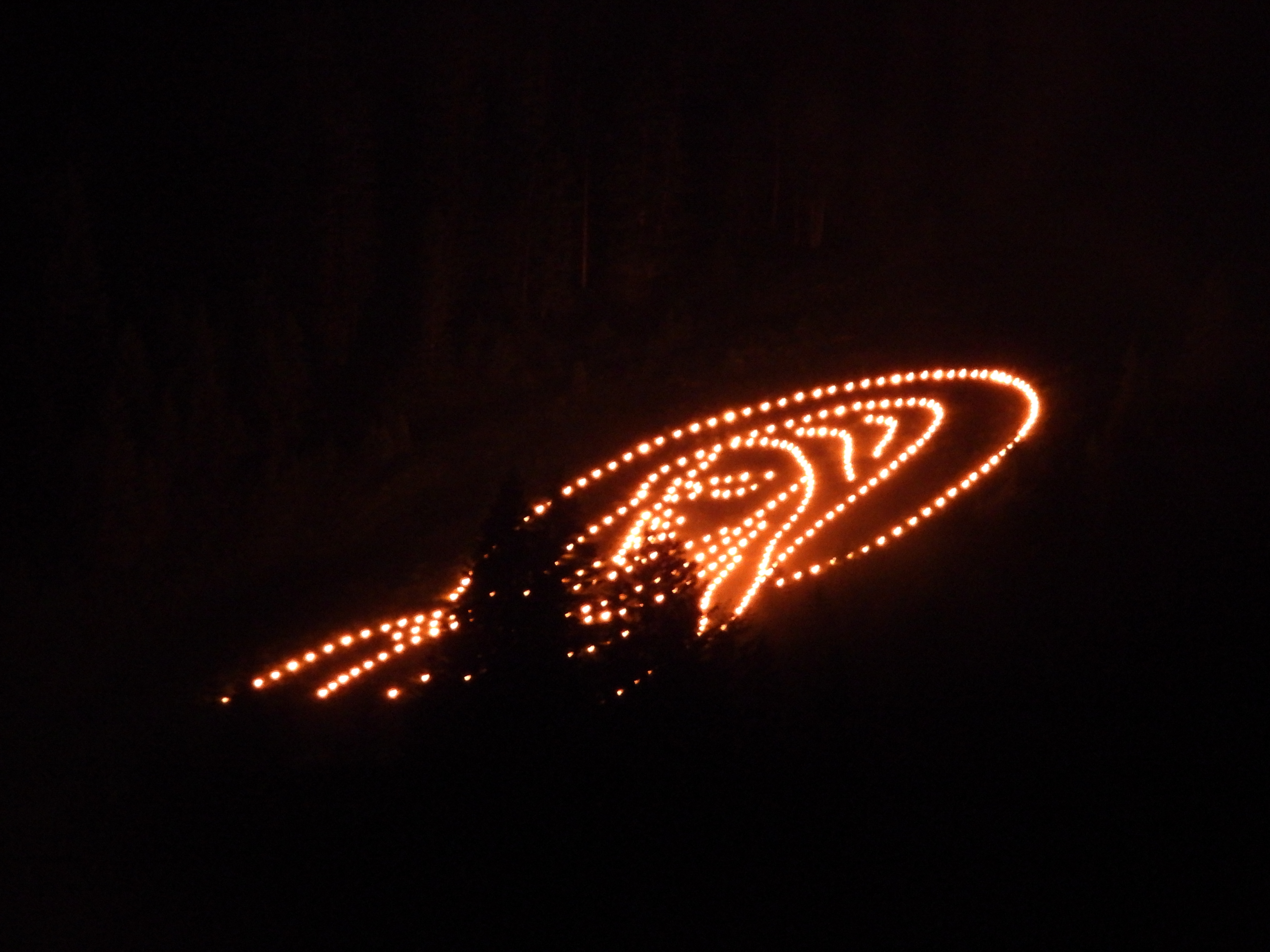
Blickrichtung Süden von Nesselwängle aus